# Волошин, Вячеслав Степанович
Вячеслав Степанович Волошин (р. 11 сентября 1952) — украинский учёный, профессор, заведующий кафедрой охраны труда и окружающей среды Приазовского государственного технического университета, ректор Приазовского государственного технического университета (с 2003 по 2022 годы).

## Биография
Вячеслав Волошин родился 11 сентября 1952 года.
В 1975 году окончил Ждановский металлургический институт, в 1979 году — аспирантуру (там же). 

С 1979 года работает в Приазовском государственном техническом университете (Ждановском металлургическом институте): до 1984 года младшим научным сотрудником, затем ассистентом (1984—1988 годы); доцентом (1988—1990 годы), профессором (1990—1992 годы), деканом энергетического факультета (1992—1994 годы), с 1994 года заведующим кафедрой охраны труда и окружающей среды, проректором по учебной работе (1995—2003 годы). С 2003 по 2022 годы — ректор Приазовского государственного технического университета.

## Научная деятельность
Вячеслав Волошин защитил кандидатскую диссертацию в 1983 году, в 1991 году — докторскую. 

В сферу его научных интересов входит экологическая безопасность промышленных регионов, защита окружающей природной среды, охрана прибрежных зон Приазовья и защита Азовского моря, радиологическая безопасность прибрежной зоны. Волошин принимал участие в создании системы защиты от теплового излучения при обслуживании металлургических агрегатов. 

По его инициативе были созданы Институт экологии Азовского моря Академии наук Высшей школы Украины и Азовская научно-исследовательская экологическая станция. 

B. C. Волошин — член специализированного совета по защите кандидатских диссертаций Запорожского индустриального института. Он является автором более 170 научных публикаций, в том числе семи монографий, пяти учебников, 120 статей и 39 изобретений.